# Parafia Ewangelicko-Metodystyczna Miłości Bożej w Ełku
Parafia Ewangelicko-Metodystyczna Miłości Bożej w Ełku – zbór metodystyczny działający w Ełku, należący do okręgu wschodniego Kościoła Ewangelicko-Metodystycznego w RP.
Nabożeństwa odbywają się w niedziele i święta o godzinie 10:00. 
Zajęcia katechetyczne dla dzieci i młodzieży odbywają się w sobotę i w trakcie nabożeństwa. 
Godzina biblijna odbywa się w piątek o 17.00